# Abd Rabbuh Mansur Al-Hadi
O marechal de campo Abd Rabbuh Mansur Al-Hadi (Abyan, 1 de setembro de 1945) é um político iemenita, que foi presidente do Iêmen desde 27 de fevereiro de 2012 até sua renúncia em 7 de abril de 2022. Anteriormente, foi vice-presidente, entre 1994 e 2012.

## Carreira
Entre 4 de junho e 23 de setembro de 2011, foi o presidente interino do Iêmen, enquanto Ali Abdullah Saleh estava, oficialmente, em tratamento médico na Arábia Saudita, após um ataque ao palácio presidencial durante a revolta iemenita de 2011.
Em 23 de novembro, Al-Hadi tornou-se novamente o presidente de fato, depois que Saleh, em troca de garantia de imunidade para ele e sua família, acabou por aceitar o plano de transição política proposto pelo Conselho de Cooperação do Golfo (formado pelas monarquias do Golfo, com apoio dos Estados Unidos), de permanecer apenas nominalmente no cargo de presidente até que fosse realizada a eleição presidencial, transferindo o poder de facto ao vice-presidente, Al-Hadi. Este deveria então formar um governo de unidade nacional e  anunciar eleições presidenciais antecipadas dentro de 90 dias. O acordo resultou na formação de um governo de coalizão entre GPC (o partido de Saleh) e o JMP. Em 22 de janeiro de 2012, a informação oficial era de que Saleh havia deixado o Iêmen para tratamento médico em Nova York. Ele só chegou aos Estados Unidos seis dias depois. Em 21 de fevereiro, Mansour Al-Hadi, candidato único, foi eleito presidente para um período de transição de dois anos.
Em 22 de janeiro de 2015, Al-Hadi renuncia à presidência, depois da milícia huti ter tomado a capital, Saná e ocupado o palácio presidencial, colocando-o virtualmente em prisão domiciliar. Um mês depois, ele foge para a cidade de Áden, declarando que não mais renunciaria e que a tomada de poder pelos hutis era inconstitucional - um  golpe de estado. Sua legitimidade como presidente era questionada pelos simpatizantes dos hutis, que nomearam um Comitê Revolucionário para governar a nação e também assumiram o controle do Congresso Geral do Povo. Forças leais a Al-Hadi ainda controlavam várias partes do país, enquanto grupos islamitas também conquistavam terreno. Mas, de facto, Hadi já não governava o Iêmen.
Em 25 de março de 2015, ante a aproximação das milícias hutis de Áden - onde se encontrava refugiado - Hadi foge do país, chegando a Riade no dia seguinte, enquanto a Arábia Saudita já começava a bombardear o Iêmen, em apoio ao seu governo. Em setembro de 2015, o gabinete de Hadi regressa a Áden, depois que as forças governamentais, apoiadas pelos sauditas, retomaram a cidade.